# 里奇菲爾德鎮區 (密歇根州傑納西縣)
里奇菲爾德鎮區（英語：Richfield Township）是位於美國密歇根州傑納西縣的一個行政鎮區。

## 地方資料
里奇菲爾德鎮區的面積為94.20平方千米，當中陸地面積為91.80平方千米，而水域面積為2.40平方千米。根據2020年美國人口普查的數據，當地共有人口8991人，而人口密度為每平方千米95.45人。